# Takashi Umeda
Takashi Umeda (梅田 高志, Umeda Takashi) est un footballeur japonais né le 30 mai 1976.